# Regiopolis
Regiopolis ili regiopola predstavlja grad van jezgra metropolitanskog područja, oblast koja služi kao nezavisan pokretač razvoja unutar većeg regiona. Koncept se koristi za razvoj srednje urbanih regiona u regionalnom, nacionalnom i globalnom kontekstu. Za region koji okružuje koriste se termini region regiopolisa i regiopolitansko područje, što se može kraće reći regio (slično kao i metropolitansko područje i metro).
Termin regiopolis je hibridna kombinacija reči region (grč. „područje”) i polis (grč. „grad”), a koristi se u kontekstu urbanog i regionalnog planiranja. Osmislili su ga 2006. godine profesori Iris Rojter i Jirgen Aring u Nemačkoj, uz Rostok kao prvi model regiopolisa. Za korišćenje i dalji razvoj zajedničkog potencijala, neguju se razne saradnje između regiopolisa, regiona koji ga okružuje, poslovnih partnera i najbližeg metro područja.

## Karakteristike
Suprotno od metropolisa, regiopolis označava manje centre s većim funkcionalnim značajem za njihovo uže područje. Tako su uglavnom smešteni van metropolitanskog područja. Ostale karakteristike su:
- veličina (nije najveći grad u zemlji, nego je veličine koja je bitna u nacionalnom kontekstu)
- dobra pristupačnost u kombinaciji s dobrom infrastrukturom
- velik ekonomski značaj
- lokacija ’globalnih igrača’ i ’skrivenih šampiona’
- koncentracija inovativnog potencijala
- univerzitet

Ove karakteristike su se razvile uglavnom za nemačke okvire; cilj je dalji razvoj u evropskom kontekstu.

## Rostok
Prvi nemački gradski region koji je postojao s konceptom regiopolisa je Rostok. Radna snaga s različitim akterima, kao što je hanzejski grad Rostok, asocijacija za regionalno planiranje Srednjeg Meklenburga/Rostoka i lokalne poslovne organizacije rade na promociji koncepta. Imaju za cilj izgradnju nacionalne i evropske mreže regiopolisa, naspram evropskih metropolitanskih područja i oblasti.

### Karakteristike
- Rostok je urbani centar između metropolitanskih područja Hamburg na zapadu, Šćećina na istoku, Kopenhagen-Malmea na severu i Berlina/Brandenburga na jugu;
- Rostočki region je nemačka kapija do baltičkih država, Rusije i Skandinavije;
- Rostok je ekonomski najjači grad Meklenburga-Zapadne Pomeranije;
- Rostočka luka je glavno čvorište[5] u severnoj Nemačkoj;
- više od 30 od 100 najvećih preduzeća u Meklenburgu-Zapadnoj Pomeraniji radi u regionu Rostok;
- najstariji univerzitet u severnoj Evropi nalazi se u Rostoku;
- Rostok je najveći grad u Meklenburgu-Zapadnoj Pomeraniji, s više ljudi koji ga naseljavaju od onih koji odlaze;
- Rostočki region leži na evropskoj osi koja spaja Baltik i Jadransko more;[6]
- Rostok je domaćin godišnje manifestacije „Hanzejska regata”;
- Rostok je glavna destinacija gradskog turizma u Meklenburgu-Zapadnoj Pomeraniji;
- Rostočki region je lokacija unutar istraživačke mreže „BioConValley”.[7]

### Postignuća
- Koncept regiopolisa je razvijen na Univerzitetu u Kaselu godine 2006;
- Rostok je bio prvi grad koji je usvojio koncept;
- od 2009. sve više i više se u regionu raspravljalo na ovu temu;
- termin je u sve većoj upotrebi u saveznim i državnim vladama;
- godine 2009, prvi kongres nemačkih regiopolisa održan je u Rostočkom regionu;
- godine 2010, prva gradonačelnička konferencija održana je Rostočkog regiona;
- godine 2011, neformalni sastanak predstavnika potencijalnih drugih regiopolisa održan je u Berlinu;
- godine 2012, agencija regiopolisa biva osnovana;
- kooperacioni ugovor je potpisan među glavnim partnerima Regiopolis Rostok — Grad Rostok, administrativni distrikt Rostok, trgovinska komora Rostoka, Ministarstvo za energetiku, infrastrukturu i regionalni razvoj Meklenburga-Zapadne Pomeranije i asocijacija Regiona Rostok;
- u martu 2013, regiopolis Rostok je organizovao radionicu za „potencijalne regiopolise i druge gradove-regione” u Berlinu;
- u aprilu 2013, festival regio:polis je organizovan po prvi put, a predstavio je mnoštvo umetnosti i kulturne manifestacije u regiopolisu Rostok;
- Radna snaga za budući razvoj Regiopolisa Rostok osnovana je 2013. godine;
- godine 2014, regiopolis Rostok je proslavio festival regio:polis[8] ponovo, ovaj put sa partnerima iz opštine Guldborgsund (Danska);[3]
- godine 2015, gradovi Bilefeld i Paderborn počeli su da usvajaju koncept; Erfurt ga već implementira.